# Parakiefferiella strixinorum
Parakiefferiella strixinorum är en tvåvingeart som beskrevs av Wiedenbrug och Andersen 2002. Parakiefferiella strixinorum ingår i släktet Parakiefferiella och familjen fjädermyggor. Inga underarter finns listade i Catalogue of Life.